# أوسكار كوكس (محامي)
أوسكار كوكس (بالإنجليزية: Oscar Cox) هو محامي أمريكي، ولد في 3 ديسمبر 1905، وتوفي في 4 أكتوبر 1966.